# Démonstration comparative
La démonstration comparative est une procédure de preuve qui consiste à établir la validité d'une position en montrant que celle-ci est « meilleure » que les autres positions concurrentes connues. Elle ne prétend donc pas à une validité absolue mais seulement à une validité relative. La démonstration comparative permet ainsi de justifier une position en l'absence de tout fondement absolu et, par conséquent, d'établir une hiérarchie entre des positions concurrentes considérées encore comme hypothétiques.
En raison de ses similitudes avec la dialectique chez Aristote, la démonstration comparative est aussi appelée « démonstration dialectique ».

## Le noyau logique de la démonstration dialectique: le critère de préférence
La position la meilleure au sein d'un ensemble de positions concurrentes est déterminée l’aide d’un critère appelé « critère de préférence ». Plusieurs critères de préférence plus ou moins concordants ont été proposés par les logiciens et épistémologues.

### Karl Popper
Karl Popper, dans La connaissance objective (p. 543) propose le critère suivant : « Il semble intuitivement qu’un énoncé b est plus proche de la vérité qu’un énoncé a si, et seulement si :
1. le contenu de vérité (relativisé) de b excède le contenu de vérité de a et si ;
2. certaines des conséquences de a qui sont fausses (de préférence, toutes celles dont la réfutation est reconnue et quelques autres encore si possible) ne sont plus dérivables de b, mais sont remplacées par leur négation. »

Popper a évolué dans la formulation de son critère de préférence, en particulier sous l'impulsion des critiques de David Miller concernant le concept de vérisimilitude. Popper avance ainsi un critère quelque peu différent dans La connaissance objective (p. 109–110), en s'appuyant sur le cas de la rivalité entre la physique de Newton et la physique d'Einstein : « On peut établir la comparabilité intuitive des contenus des théories de Newton (N) et d’Einstein (E) de la manière suivante : (a) à toute question pour laquelle la théorie de Newton a une réponse, la théorie d’Einstein a une réponse qui est au moins aussi précise ; ce qui fait que le contenu (ou la mesure du contenu), en un sens un peu plus large que celui de Tarski, de N est inférieur ou égal à celui de E ; (b) il y a des questions auxquelles la théorie d’Einstein E peut donner une réponse (non tautologique) alors que la théorie de Newton ne le peut pas ; ce qui rend le contenu de N strictement plus petit que celui de E. »

### Thomas Kuhn
Dans la Structure des révolutions scientifiques (p. 231), Thomas Samuel Kuhn avance un critère de préférence qui s'inscrit initialement dans un contexte différent de la démonstration comparative. Il s'agit pour Kuhn de décrire comment, dans l'histoire des sciences, un nouveau paradigme scientifique réussit à se substituer à un ancien paradigme concurrent. Mais – comme cela apparaît dans les révisions ultérieures effectuées par Kuhn, notamment dans La tension essentielle (1977) – les conditions ainsi dégagées constituent aussi selon Kuhn un véritable critère normatif, et non de simples observations historiques, permettant en outre de hiérarchiser non seulement des paradigmes mais plus généralement n'importe quel ensemble de théories concurrentes. Kuhn formule ainsi son critère de préférence : « […] le nouveau candidat doit sembler résoudre un problème primordial, reconnu comme tel, et qu’on n’a pu aborder d’aucune autre manière. En second lieu, le nouveau paradigme doit promettre de préserver une part relativement large des possibilités concrètes de résolution des problèmes que la science avait conquises grâce aux paradigmes antérieurs. […] Par conséquent, bien que les nouveaux paradigmes possèdent rarement, ou ne possèdent jamais, toutes les possibilités de leur prédécesseur, ils conservent généralement, dans une large mesure, ce que les performances passées avaient de plus concret et permettent toujours la solution de problèmes concrets supplémentaires ».

### Imre Lakatos
À la fois héritier et critique de Popper, Imre Lakatos a tenté de formuler son propre critère de préférence dans Histoire et méthodologie des sciences (p. 50). D'après Lakatos, une théorie T’ est meilleure qu’une théorie T si « […] 1/ comparée à T, T’ a un supplément de contenu empirique : c’est-à-dire qu’elle prédit des faits inédits, à savoir des faits improbables à la lumière de T, ou même interdits par T ; 2/ T’ explique le succès antérieur de T, c’est-à-dire que tout le contenu non réfuté de T est compris dans le contenu de T’ (dans les limites des erreurs d’observation) ; 3/ une certaine partie du contenu supplémentaire de T’ est corroboré ». Par exemple, « la théorie d’Einstein était meilleure que celle de Newton – c’est-à-dire qu’elle représentait par comparaison un progrès – […] parce qu’elle expliquait tout ce que la théorie de Newton avait expliqué avec succès, qu’elle expliquait aussi dans une certaine mesure quelques anomalies connues et, en outre, qu’elle interdisait des événements tels que la transmission de la lumière en ligne droite dans le voisinage de masses importantes, événements dont la théorie de Newton ne parlait pas, mais qui étaient autorisés par d’autres théories scientifiques bien corroborées de l’époque ; bien plus, au moins une partie du contenu supplémentaire inattendu de la théorie d’Einstein était en fait corroborée (par exemple par les expérimentations lors de l’éclipse) ».

### Sylvain Panis
Plus récemment, Sylvain Panis propose dans La démonstration dialectique (p. 301-302), au terme d'une argumentation visant à synthétiser l'apport des précédents auteurs, le critère de préférence suivant : « Soit deux positions A et B concurrentes, la position B est meilleure que la position A si elle résout tous les problèmes ou une partie des problèmes que rencontre A, sans que celle-ci puisse résoudre un seul des problèmes que rencontre, éventuellement, la position B. […] Plus simplement : la position B est meilleure que la position A si au moins un problème rencontré par A est résolu par B, et si aucun problème rencontré par B n’est résolu par A ». D’après cette formule, « la théorie d’Einstein est meilleure que celle de Newton parce que la théorie d’Einstein comble une partie au moins des problèmes que rencontre la théorie de Newton, sans que celle-ci soit capable de résoudre les problèmes que rencontre la théorie d’Einstein. De fait, la théorie d’Einstein permet de prédire des événements que ne peut prédire la théorie de Newton, notamment le périhélie de Mercure, alors que la théorie de Newton est incapable de résoudre un seul des problèmes que rencontre la théorie d’Einstein, par exemple le problème de son application à l’échelle quantique. De même, d’après ce critère, l’instauration de l’Etat de droit est une situation préférable à l’état de nature, parce que l’Etat de droit comble une partie des problèmes que rencontre l’état de nature sans que celui-ci soit capable de remédier aux problèmes que rencontre l’Etat de droit. L’Etat de droit permet notamment de remédier, en partie du moins, à la partialité des jugements qui s’exercent dans l’état de nature et de limiter la volonté de domination des plus forts, mais l’état de nature est incapable de remédier à la question de l’impartialité de l’Etat ainsi qu’au problème de la guerre entre Etats.» On retrouve en substance le critère de préférence énoncé par Kuhn, mais formalisé et élargi explicitement au-delà des seules sciences de la nature.
Quel que soit le critère de préférence adopté, la démonstration comparative se présente sous la forme d'un discours qui expose les principales positions concurrentes les unes à la suite des autres, de la « plus mauvaise » à la « meilleure ». Comme chaque nouvelle position est censée combler au moins quelques-unes des insuffisances des positions précédentes tout en préservant leurs apports, ce type de discours s'apparente à la description d'un processus d'apprentissage. Si tant est que l'histoire de la discipline en question correspond effectivement à cette description, on peut être tenté de ne voir dans ce discours qu'un exposé historique. Cela explique sans doute pourquoi les logiciens n'ont découvert – ou redécouvert si l'on tient compte de l'apport d'Aristote – la démonstration comparative que tardivement, à partir de la seconde moitié du XXe siècle, alors qu'elle est pratiquée depuis toujours par les scientifiques.

## Applications de la démonstration comparative

### Applications dans les sciences
La démonstration comparative est employée par de nombreux savants, dans toutes les disciplines et à toutes les époques.
On la trouve par exemple en physique. Ainsi, dans le Dialogue sur les deux grands systèmes du monde (1632), Galilée justifie la conception copernicienne du monde en se fondant principalement sur les insuffisances de la conception ptolémaïque. De même, dans ses principaux exposés de la théorie de la relativité restreinte et générale, Einstein commence toujours par examiner les apports et les insuffisances de la physique de Newton avant d’avancer sa propre position.
La démonstration comparative apparaît aussi en logique, tout particulièrement quand il s’agit de justifier de nouveaux axiomes ou de nouvelles méthodes d’analyse. Ainsi, les logiciens qui élaborent des logiques alternatives ou complémentaires s’efforcent d’abord de montrer les insuffisances de la logique standard avant d’introduire leurs nouveaux axiomes. Par exemple, dans Structures intellectuelles (1966), Robert Blanché critique les insuffisances du carré d’Apulée avant d’introduire son propre diagramme hexagonal.
La démonstration comparative est également utilisée en mathématiques. Cela peut surprendre, puisque les mathématiques sont le plus souvent considérées comme le domaine privilégié de la démarche déductive. Lakatos a cependant montré dans Preuves et réfutations (1976) que l’argumentation mathématique devait aussi parfois prendre la forme d'une confrontation entre plusieurs positions concurrente, cette confrontation progressant par essais et erreurs à la manière d’un processus d’apprentissage – sur le modèle du dialogue entre Socrate et l’enfant dans le Ménon de Platon.
La démonstration comparative apparaît enfin en sociologie. Elle apparaît par exemple dans Le Suicide (1930) de Durkheim. Celui-ci examine d’abord successivement les théories concurrentes portant sur les causes du suicide – des théories psychologiques aux théories sociales, en passant par les théories de la race et de l’hérédité – avant d’avancer sa propre position, qui semble alors combler les erreurs et les insuffisances des positions précédentes. Plus récemment, la plupart des chapitres de la Théorie de l’agir communicationnel (1981) de Jürgen Habermas sont consacrés à l’analyse critique des théories concurrentes, la position de l'auteur n’étant exposée qu'ultérieurement dans les « Considérations intermédiaires ».

### Applications dans les activités quotidiennes
La démonstration comparative est donc une démarche omniprésente dans les sciences. Ce constat a conduit les chercheurs à se demander si cette procédure ne constituait pas un procédé spontané de la pensée humaine et ont porté leur attention sur son rôle éventuel dans les activités quotidiennes. La démonstration comparative pourrait par exemple se situer au fondement de nos prises de décision. Celles-ci ne seraient pas simplement inférées à partir d’expériences ou de principes admis, elles procéderaient aussi de la comparaison avec d’autres possibilités concurrentes. Nos décisions seraient prises parmi une quantité de décisions possibles, et nous les choisirions non pas parce qu’elles paraîtraient absolument justifiées, mais simplement parce qu’elles paraîtraient meilleures que les autres. Ce qui signifie que l’intelligence humaine ne fonctionnerait pas seulement selon les règles de déduction, d’induction, ou d’association, mais aussi d’après des règles de comparaison. Les recherches de Jean Piaget ainsi que de récentes expériences en sciences cognitives et en intelligence artificielle tendent à le confirmer.

### Le cas des raisonnements risqués
L’une des applications les plus remarquables de la démonstration comparative concerne les raisonnements risqués. Un « raisonnement risqué » est un raisonnement dont la conclusion n’est qu’en partie contenue dans les prémisses sans toutefois les contredire. C’est le cas par exemple de l'induction – « Quelques corbeaux sont noirs ; donc tous les corbeaux sont noirs » – de la prédiction– « Le Soleil s’est toujours levé en France après tout au plus 16 heures d’absence ; donc le Soleil se lèvera après tout au plus 16 heures d’obscurité » – et de l'abduction – « J’ai une inflammation des ganglions ; j’ai donc une angine ».
Nelson Goodman a montré dans Faits, fictions et prédictions (1954) que le problème des raisonnements risqués ne résidait pas seulement dans le fait que l’on inférait le général du particulier ou le futur du présent, ce qu’interdit la logique déductive, mais aussi dans le fait qu’un même cas particulier peut confirmer une infinité d’hypothèses incompatibles, y compris une affirmation et son contraire. Par exemple, la proposition empirique « Toutes les émeraudes sont vertes aujourd’hui » confirmera aussi bien la proposition générale « Toutes les émeraudes sont vertes » que la proposition générale « Toutes les émeraudes sont soit bleues soit vertes (« vleues ») » ou encore la proposition « Toutes les émeraudes sont soit bleues, soit vertes, soit rouges ». Le paradoxe de Goodman est instructif : il montre que la conclusion d’un raisonnement risqué est toujours le produit d’une sélection parmi une multitude de positions concurrentes. Par exemple, lorsqu’on effectue le raisonnement « Je n’ai vu que des corbeaux noirs, donc tous les corbeaux sont noirs », on exclut d’emblée des hypothèses telles que « Tous les corbeaux sont noirs en hiver, mais bruns en été », « Les corbeaux ne sont pas naturellement noirs mais souffrent d’une maladie qui noircit leurs plumes », etc.
Si les conclusions des raisonnements risqués sont le résultat de comparaisons entre positions concurrentes, cela signifie que ces conclusions sont considérées comme meilleures que les autres positions concurrentes. Or, la démonstration comparative permet précisément d’établir de façon rationnelle quelle position est la meilleure parmi un ensemble de positions concurrentes. La démonstration comparative semble donc pouvoir fonder de manière rationnelle la conclusion des raisonnements risqués. On évite ce faisant les apories d’une prétendue « logique inductive ». Il ne s’ensuit pas que la démonstration comparative « sauve » les raisonnements risqués. Elle n’implique nullement par exemple que le raisonnement inductif – « Quelques x sont y, donc tous les x sont y » – est valide. La démonstration comparative ne fait que sauver le résultat de tels raisonnements en se substituant aux raisonnements risqués. Elle fait en quelque sorte un usage « non-inductif » des inductions. La démonstration comparative est ainsi en parfait accord avec la logique déductive lorsque celle-ci qualifie les raisonnements risqués de « défectueux » ou de « non-rationnels ».

## Méthodologie de la démonstration comparative
La démonstration comparative suppose une série d’opérations préalables, dont certaines ont des conséquences épistémologiques notables.

### Recension des positions concurrentes
La démonstration comparative suppose d'abord la recension des différentes positions concurrentes. Or, il existe plusieurs domaines où ces positions peuvent être recueillies.
On relèvera en premier lieu les positions qui s'opposent actuellement dans la discipline scientifique concernée. Par exemple, si on avance une nouvelle théorie de la gravitation, il conviendra de la comparer avec les autres théories de la gravitation qui sont actuellement débattues par les physiciens, telles que la théorie de la relativité générale et les diverses théories des cordes.
Cependant, certains sujets ou problèmes étudiés par les chercheurs peuvent faire l’objet de plusieurs disciplines scientifiques. Par exemple, l’étude du comportement humain fait l’objet à la fois de la biologie, de la psychologie et de la sociologie. Rien ne garantit que cela ne soit pas aussi le cas pour d’autres sujets de recherche. La recension des positions concurrentes doit donc s’effectuer en interrogeant les autres disciplines. La démonstration comparative suppose et justifie ainsi la coopération entre les sciences - l'interdisciplinarité.
Enfin, rien ne garantit absolument que des théories anciennes ne soient en mesure de résoudre certains problèmes que rencontrent des positions plus récentes. Il convient donc, pour justifier une position, de ne pas se contenter des positions concurrentes qui font actuellement l'objet de débats et de recenser aussi celles qui ont été conçues par le passé. De ce point de vue, l’histoire de la théorie n'apparaît plus comme un simple complément érudit à la science, mais au contraire comme l’une de ses conditions nécessaires. Une science ne pourrait être pratiquée rigoureusement sans l’histoire des sciences, et il ne pourrait y avoir de véritable scientifique qui ne soit aussi historien au moins de sa propre discipline.

### Sélection des positions concurrentes
Le nombre de positions concurrentes est cependant parfois si important qu’il n’est pas toujours possible de toutes les inclure dans la démonstration. Les positions concurrentes doivent donc faire l’objet d’une sélection. La question est alors de savoir à partir de quel(s) critère(s) doit s'effectuer la sélection. Plusieurs candidats ont été proposés par les épistémologues : la notoriété des positions, la solidité de leur argumentation, la plus grande proximité avec le critère de préférence adopté, etc.
Le choix des critères dépend de l'intention dans laquelle est construite la démonstration. Si elle est conçue avec la seule intention de persuader, et donc utilisée comme outil rhétorique, alors le critère de la notoriété des positions sera privilégié. En effet, une position qui apparaît comme meilleure que les positions les plus connues bénéficie d'une plus grande aura. En revanche, si on se préoccupe davantage de validité scientifique, alors on privilégiera le critère de la plus grande proximité avec le critère de préférence adopté, puisque l'objet de la démonstration comparative est précisément de déterminer quelle position satisfait le mieux au critère de préférence.

### Compréhension et reconstruction rationnelle des positions concurrentes
Une démonstration comparative suppose la recension et la critique des positions concurrentes. Or, cette recension et cette critique supposent elles-mêmes une compréhension juste de chaque position concurrente. Par « comprendre », il faut entendre non seulement saisir ce qu’a voulu dire l’auteur, mais aussi être capable de distinguer les simples étourderies des insuffisances réelles d’une position. En effet, sans une telle compréhension des positions concurrentes, on risque d’attribuer à ces positions des caractéristiques et des problèmes qui ne leur sont pas inhérents. La recension risque alors d’être incomplète ou, au contraire, d’inclure des positions non-pertinentes. De plus, la critique des positions sélectionnées risque de ne pas atteindre son but, de ne pas percevoir la véritable portée et les limites de ces positions. La méthodologie de la démonstration comparative doit donc comporter une étape de compréhension des positions concurrentes, c'est-à-dire un moment herméneutique.
Or, la compréhension des positions concurrentes se heurte à d'innombrables difficultés, que la philosophie herméneutique a recensées et tenté de résoudre, et que nous nous contenterons ici de mentionner: problème de la compréhension des langues étrangères, problème de la traduction d'un concept d'un paradigme à un autre, problème de la reconstruction rationnelle des positions pertinentes mais mal formulées.
Les épistémologues proposent de contourner une partie au moins de ces problèmes de la manière suivante: « La démonstration dialectique [ou comparative] consiste à comparer les positions concurrentes connues. On n’a donc pas à se soucier, lorsqu’on effectue une démonstration dialectique [comparative], des positions que l’on n’est pas certain de bien connaître, encore moins des positions inconnaissables. Si on n’est pas certain de bien comprendre une position, ou si la compréhension d’une position est sujette à controverses, il suffit de se référer aux interprétations existantes de cette position – incluant ses propres interprétations –, sans prétendre rendre compte de cette position elle-même. Supposons par exemple que l’on veuille définir la notion de mouvement. La Physique d’Aristote porte sur le mouvement et représente de ce fait une position concurrente pertinente. Or, la théorie d’Aristote est ambiguë et suscite plusieurs interprétations contradictoires. Les interprétations les plus rigoureuses sont celles de X et de Y. Au lieu de chercher à savoir ce qu’a vraiment dit Aristote – tâche sans doute impossible dans l’état actuel des connaissances –, on peut se contenter de se référer à "Aristote interprété par X" et à "Aristote interprété par Y". On peut même élaborer des interprétations alternatives, et se référer ainsi à un "Aristote tel que je le comprends". Bref, du point de vue de la démonstration dialectique, il n’est pas important que les positions mises en concurrence correspondent aux positions originales ou à l’intention réelle de leurs auteurs. Il suffit simplement de confronter la position défendue aux positions actuellement connues » (S. Panis, La démonstration dialectique, p. 344).

## Avantages et inconvénients de la démonstration comparative
La démonstration comparative consiste à établir la validité des positions à partir des insuffisances des autres positions concurrentes connues. Comme rien ne garantit que de nouvelles positions concurrentes plus pertinentes ne puissent surgir à l'avenir, la démonstration comparative ne prétend pas établir une validité absolue. Toutefois, en déterminant la meilleure position parmi les positions existantes, elle établit une hiérarchie entre les positions existantes. Elle évite ainsi à la fois l'écueil d'un absolutisme inaccessible et l'écueil d'un relativisme nivelant et auto-contradictoire. Autrement dit, la démonstration comparative présente l'avantage de pouvoir justifier des positions en l'absence de tout fondement absolu et, en même temps, de hiérarchiser des positions considérées jusque-là comme simplement hypothétiques.
Si la démonstration comparative permet de justifier des positions en l'absence de toute certitude absolue, et donc de justifier ce qui ne semble être que des hypothèses, alors elle permet de justifier non seulement la conclusion des raisonnements risqués – comme on l'a vu ci-dessus – mais aussi les « indémontrables » de la logique déductive, c'est-à-dire les principes d'identité, de non-contradiction et de tiers-exclu. De fait, c'est par un tel procédé – c'est-à-dire en réfutant les principales positions concurrentes – qu'Aristote justifie le principe de non-contradiction au chapitre IV du livre Γ de la Métaphysique. La démonstration comparative complète ainsi les insuffisances de la logique déductive ; elle en constitue même le fondement.
À côté de ces avantages, la démonstration comparative se heurte à au moins deux séries de difficultés.
En premier lieu, comme on l'a vu plus haut, il n'existe actuellement aucun réel consensus concernant le critère de préférence. Même au sein des disciplines particulières, aucun critère spécifique ne semble faire l'unanimité.
En second lieu, la méthodologie de la démonstration comparative – c'est-à-dire la recension, la sélection, la compréhension et la reconstruction rationnelle des positions concurrentes – suppose des compétences herméneutiques qui sont aujourd'hui loin d'avoir été formalisées. La démonstration comparative est donc une procédure faillible qui laisse une place encore importante à l'erreur humaine ou à l'arbitraire de critères subjectifs – contrairement, par exemple, à la démonstration déductive.